# Parioli
Parioli è il secondo quartiere di Roma, indicato con Q. II.
Il toponimo indica anche la zona urbanistica 2B del Municipio Roma II di Roma Capitale.
Del quartiere Parioli fa parte il Villaggio Olimpico, inaugurato nel 1960 per la XVII Olimpiade svoltasi a Roma.

## Origini del nome
Il nome deriva dalla denominazione di "Monti Parioli", data a un gruppo di colline tufacee prima dell'urbanizzazione dell'area, avvenuta agli inizi del Novecento. Alcuni affermano che il nome derivi da peraioli, per le coltivazioni di peri che vi si trovavano.

## Geografia fisica

Stemma del quartiere II Parioli

### Territorio
Si trova nell'area nord della città, a ridosso della sponda sinistra del fiume Tevere.
Il quartiere confina:
- a nord con il quartiere Q. XVIII Tor di Quinto[1] e con la zona Z. I Val Melaina[2]
- a est con il quartiere Q. XVII Trieste[3]
- a sud con il quartiere Q. III Pinciano[4]
- a ovest con il quartiere Q. I Flaminio[5]

La zona urbanistica confina:
- a nord con la zona urbanistica 2A Villaggio Olimpico
- a nord-est con la zona urbanistica 2Y Villa Ada
- a est con la zona urbanistica 2D Salario
- a sud con la zona urbanistica 2X Villa Borghese
- a ovest con la zona urbanistica 2C Flaminio

## Storia
"Pelaiolo" o "Peraiolo" è il nome originario dei colli dove attualmente si estende il quartiere Parioli, termine contadino che richiama i frutti del pero. Inizialmente, sulle colline affacciate sul Tevere e sull'Aniene, sorgevano solo casali suburbani con i loro latifondi che segnavano il confine tra la città e l'Agro Romano: tra rade costruzioni, stalle e maneggi si snodava un reticolo di viali ombrosi.
Quando Roma diventa Capitale del Regno d'Italia, nascono rapidamente nuovi quartieri oltre le mura aureliane, Il quartiere Parioli è fra i primi quindici sorti a Roma nel 1911 ed ufficialmente istituiti nel 1921.
La costruzione di viale Parioli si ha su iniziativa di Filonardi e Giorgi, i proprietari dei terreni interessati alla creazione della nuova grande arteria. Il loro progetto prevede, lungo la strada, la costruzione di eleganti villini. Il viale Parioli, prolungato a viale Liegi, viene concepito come una "passeggiata di città", con pista-galoppatoio laterale all'ombra degli alberi.
Quando le azioni delle Immobiliari precipitano la realizzazione delle nuove costruzioni lungo il viale rallenta fino ad interrompersi. Le difficoltà di edificazione sono determinate da una parte dall'orografia della zona, dall'altra dall'attesa del nuovo piano regolatore che avrebbe dovuto far crescere i prezzi dei terreni fuori porta. Nei primi anni del Novecento si allungano i viali Tiziano e Maresciallo Pilsudski, sempre concepiti come passeggiate per la nascente borghesia.

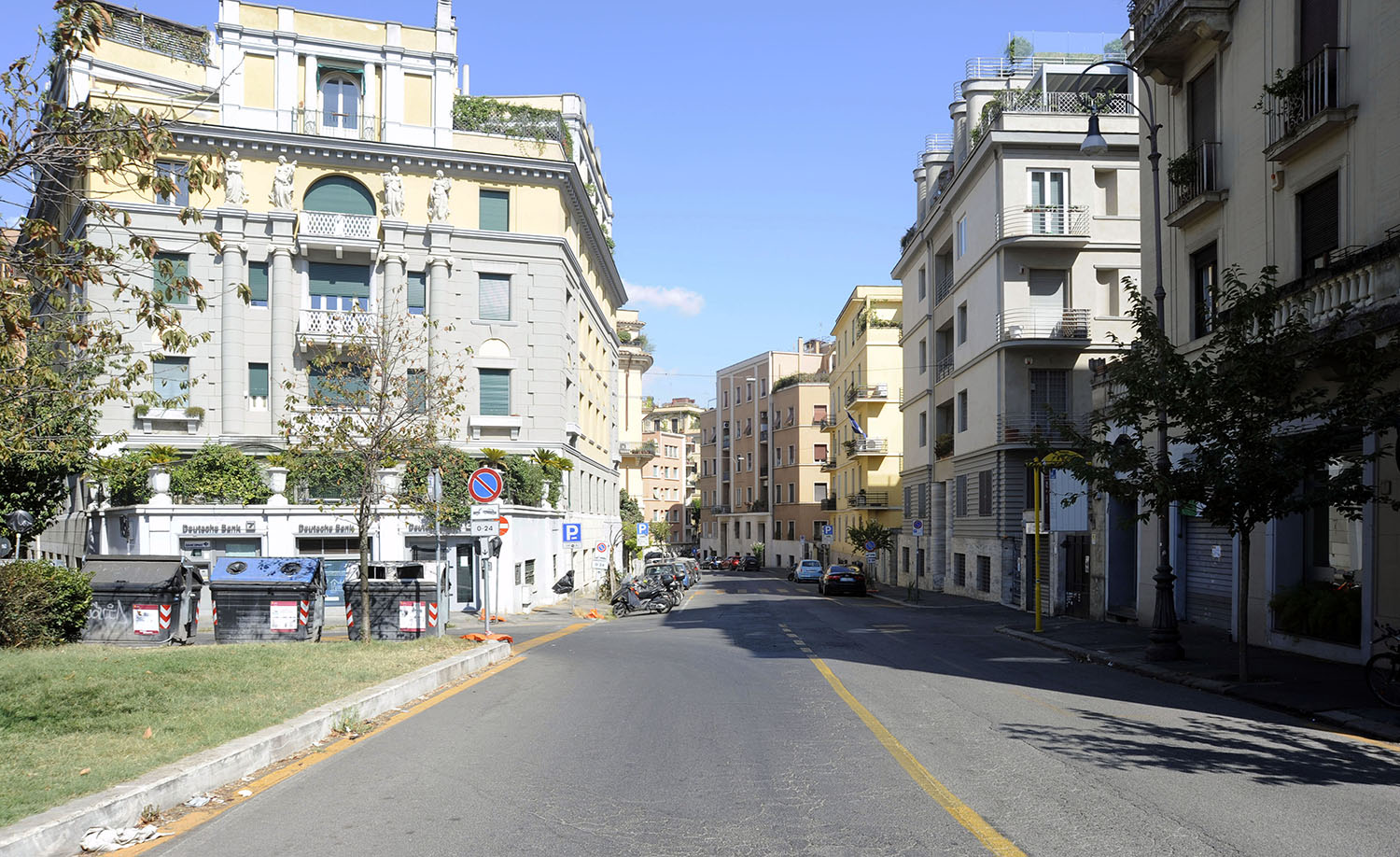
Via Lima

In quegli anni lo sviluppo edilizio del quartiere è legato al nome di Edmondo Sanjust di Teulada. Nel 1909 l'urbanista, nella relazione al suo piano, stabilisce che non sarebbero sorti grandi edifici, ma solo ville e villini con grande estensione di giardini. Questo resta solo un progetto sulla carta, poiché il regolamento edilizio speciale del 1922 definisce e varia come tipologia edilizia la palazzina sulla strada di quattro piani e diciannove metri d'altezza, senza giardino. Con l'avvento del regime fascista i Parioli diventano "zona aristocratica", destinata ai gerarchi del regime, anche se vi si trovano molti nobili ed esponenti della burocrazia giunta a Roma con i Savoia e non solo (nel 1938 vi nacque Juan Carlos di Borbone, re di Spagna dal 1975 al 2014).
Il quartiere viene completato durante gli anni cinquanta. La domanda di case cresce insieme al boom. Per le Olimpiadi del 1960, svolte a Roma, la vasta area al confine con il quartiere Flaminio compresa tra le pendici di villa Glori, la via Flaminia e il viale Maresciallo Pilsudski è scelta per costruire il Villaggio Olimpico con una serie di importanti attrezzature sportive e di servizio. Un'altra importante infrastruttura realizzata per le Olimpiadi è corso di Francia, che termina contro la collina dei monti Parioli smistando il traffico, da un lato, verso piazza Ungheria e, dall'altro, verso il centro cittadino.
Con il piano regolatore del 1965 si stabilisce che ai Parioli, come in altri quartieri della "periferia storica", si possono aumentare superfici e volumi del 30%. Demolendo e ricostruendo si arriva invece a ricavare spazi aumentati anche del 100%. A ciò si aggiunge il mutare della destinazione d'uso di molte unità abitative. La collina residenziale diventa così rapidamente zona di servizi e di transito: il quartiere ospita ambasciate e consolati, banche estere e società finanziarie e una miriade di studi e uffici. Il giro d'affari legato alla terziarizzazione determina la rapida moltiplicazione di bar, ristoranti e negozi, un tempo scarsissimi.
Sono moltissimi i film e le serie TV girati annualmente ai Parioli (più precisamente al Villaggio Olimpico), divenuto ormai uno dei quartieri-simbolo della Capitale.

### Il "pariolino"
La ricchezza che sin dall'inizio caratterizza il quartiere conferisce ai giovani abitanti dei Parioli e del Villaggio Olimpico lo stereotipo di uno stile di vita abbastanza alto, associato ad abbigliamento alla moda (prevalentemente sportivo), auto costose ed uso di prodotti di lusso, al punto che il nomignolo "pariolino" finisce per essere spesso usato a Roma per indicare in generale i giovani con questo stile, anche se non residenti nel quartiere. Il termine è usato il più delle volte con una connotazione dispregiativa, per indicare un atteggiamento altezzoso ed esclusivo alto borghese.
Un riferimento filmografico del giovane "pariolino" è nel personaggio dello studente benestante Roberto nel film Il sorpasso di Dino Risi, interpretato da Jean-Louis Trintignant. In tono assai più drammatico e negativo si può includere la figura di Dickie Greenleaf, coprotagonista de Il talento di Mr. Ripley. Rampollo di una famiglia di armatori americani, ozioso, cinico ed arido, frequentatore della Dolce Vita italiana di fine anni cinquanta.

### Stemma
Di rosso a due spade d'argento all'elsa d'oro incrociate in decusse e una foglia di palma verde posta in palo.

## Monumenti e luoghi d'interesse

### Architetture civili
- Auditorium Parco della Musica, su via Pietro de Coubertin. Complesso multifunzionale del XXI secolo (2002).

### Architetture religiose

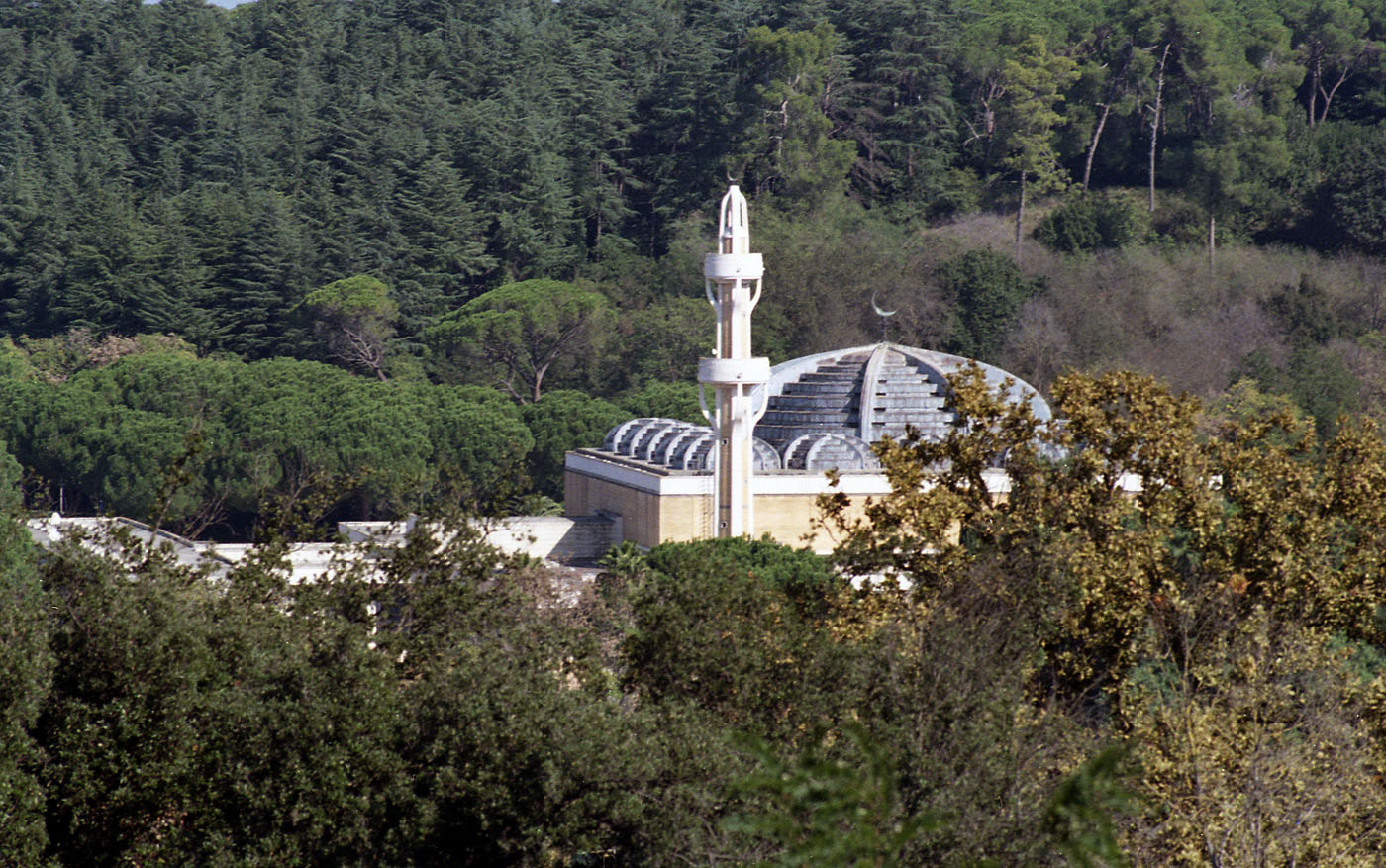
La Moschea di Roma vista da piazza delle Muse

- Chiesa di San Luigi Gonzaga, su via di Villa Emiliani. Chiesa del XX secolo (1929).
- Chiesa di San Roberto Bellarmino, su piazza Ungheria. Chiesa del XX secolo (1931-33).
- Chiesa di San Valentino, su viale XVII Olimpiade. Chiesa del XX secolo (1986).
- Moschea di Roma, su viale della Moschea. Moschea del XX secolo (1984-95).

### Architetture militari
- Forte Antenne, nel settore nord di villa Ada. Forte del XIX secolo.
- Caserma Scipio Slataper, su viale Romania. Edificio del XX secolo (1934-36).

Già sede della MVSN, oggi ospita il Comando militare della Capitale.
- Caserma Azolino Hazon, su viale Romania. Edificio del XX secolo (1954-56).

Eretta sul sedime della ex-caserma di cavalleria Pastrengo per ospitare il Comando generale dell'Arma dei Carabinieri.

### Siti archeologici
- Antemnae, resti dell'antica città sabina.
- Villa romana dell'Auditorium, su via Pietro de Coubertin. Villa del VI secolo a.C.-II secolo d.C. 41.928861°N 12.475367°E

Rinvenuta nel 1995, durante gli scavi per la costruzione dell'auditorium Parco della Musica.

#### Catacombe
- Catacomba dei Giordani, su via Salaria, all'interno di villa Ada.
- Catacomba di Sant'Ilaria, su via Salaria, all'interno di villa Ada.
- Ipogeo di Villa Glori, sepolcro del II secolo.

### Ville e parchi
- Villa Ada
- Villa Glori
- Villa Balestra
- Villa Grazioli

## Cultura

### Musei
- Museo degli strumenti musicali dell'Accademia nazionale di Santa Cecilia

### Teatro
- Auditorium Parco della Musica
- Teatro Euclide
- Teatro Parioli
- Teatro Piccolo (Roma)

## Geografia antropica

### Urbanistica
Nel territorio di Parioli si estendono, oltre il settore nord-est dell'omonima zona urbanistica 2B, le zone urbanistiche 2A Villaggio Olimpico, 2X Villa Ada e il settore nord della zona 2D Salario.

### Odonimia
Piazze e vie importanti della zona
- Viale dei Parioli, un largo viale alberato che dalla piazza Ungheria scende a villa Glori e all'Acqua Acetosa.
- Viale XVII Olimpiade, un lungo viale, uno degli assi principali dei Parioli. Taglia perpendicolarmente il ponte di Corso di Francia. Ogni venerdì, nella parte finale del viale verso Viale Tiziano, si svolge il mercato rionale.
- Via degli Olimpionici, divide il Villaggio Olimpico dal Lungotevere e collega la zona di Villa Glori con Ponte Milvio.
- Piazza delle Muse, ampio slargo di forma rettangolare posto sul crinale di un colle il cui pendio scende verso la zona dell'Acqua Acetosa; dalla piazza si può godere di un'ampia panoramica sull'area periferica a nord di Roma.
- Piazza Grecia, storica piazzetta sede di eventi ai tempi dei Giochi della XVII Olimpiade, ora luogo di relax con panchine e diverse attività commerciali.
- Piazza Euclide, importante sede della movida notturna dei pariolini, ospita la Stazione Euclide della Ferrovia Roma-Civita Castellana-Viterbo.
- Viale Maresciallo Pilsudski, collega Viale dei Parioli a Corso di Francia; proseguendo si arriva al Flaminio.
- Viale Pietro De Coubertin, ove sorge l'entrata principale dell'Auditorium Parco della Musica, collega i Parioli con il Flaminio, passando per il Palazzetto dello Sport.
- Viale della Moschea, ove sorge la Moschea di Roma.
- Viale Bruno Buozzi, da Viale delle Belle Arti arriva al centro del quartiere passando per Piazzale Don Giovanni Minzoni.
- Piazza Ungheria, ospita la Parrocchia di San Roberto Bellarmino, principale centro di culto cattolico per i fedeli pariolini.
- Salita dei Parioli, una salita che dal Flaminio porta sui Monti Parioli.
- Viale Tiziano, che divide i Parioli dal Flaminio presso l'incrocio con Viale XVII Olimpiade.

Vi sono poi vie dedicate a stati di tutto il mondo, città europee e sudamericane, scrittori, sportivi olimpionici, attori del Novecento.

## Infrastrutture e trasporti

### Ferrovie
|  | È raggiungibile dalle stazioni: Piazza Euclide, Acqua Acetosa (Roma), Campi Sportivi e Monte Antenne. |

## Sport
- Palazzetto dello Sport
- Stadio Flaminio

Il quartiere è sede delle partite casalinghe della Virtus Roma, che si svolgono al PalaTiziano di largo Apollodoro; nello stesso impianto si svolgono le partite della Luiss Basket, seppur dinanzi ad un numero solitamente ridotto di spettatori. 
Nel quartiere, lungo la riva sinistra del Tevere, sono presenti anche gli impianti sportivi della zona dell'Acqua Acetosa con il campo di polo, lo Stadio delle Aquile (ora Stadio Paolo Rosi), il Circolo Canottieri Aniene e il Centro di preparazione olimpica Giulio Onesti.
Inoltre, fra il parco di Villa Glori e via Flaminia si sviluppa il Villaggio Olimpico.